# Ketandan (Klaten Utara)
Ketandan is een bestuurslaag in het regentschap Klaten van de provincie Midden-Java, Indonesië. Ketandan telt 3278 inwoners (volkstelling 2010).